# Streptanthus carinatus
Espèce
Streptanthus carinatus est une espèce de plantes à fleurs de la famille des Brassicaceae, originaire du sud des États-Unis et du nord du Mexique.

## Description morphologique

### Appareil végétatif
Cette plante herbacée peu ramifiée, aux tiges lisses devenant bleutées à la base, mesure entre 30 et 60 cm de hauteur. Les feuilles, de couleur vert-bleu, sont beaucoup plus grandes à la base que plus haut sur la tige. Elles sont sagittées, les pointes de la base encerclant la tige, et celles situées à la base de la tige sont pennatifides.

### Appareil reproducteur
La floraison a lieu entre janvier et avril. L'inflorescence est une grappe lache de fleurs en forme de fiasque, située sur la moitié supérieure de la tige. Les fleurs de la sous-espèce arizonicus sont jaune pâle ou crème, parfois rayées de mauve, et celles de la sous-espèce carinatus sont de couleur violette. Chaque fleur mesure environ 1,3 cm de longueur. Le calice est constitué de 4 sépales soudés crème ou jaune pâle, et les 4 pétales fripés de la corolle dépassent du calice.
Le fruit est une capsule de 3 à 6,5 cm de longueur, mince et aplatie, au port érigé.

## Répartition et habitat
Streptanthus carinatus pousse dans les zones désertiques du sud-ouest des États-Unis et du nord du Mexique. La sous-espèce carinatus se trouve principalement de l'ouest du Texas jusqu'au sud de l'Arizona, généralement sur sol contenant du calcaire, alors que la sous-espèce arizonicus se trouve sur sol plus siliceux, de l'Arizona jusqu'au nord du Mexique.